# Biskopshagen, Växjö
För naturreservatet Biskopshagen i Varberg, se Biskopshagens naturreservat.
Biskopshagen är en tillbyggnad av stadsdelen Söder i Växjö. Inspiration till denna plan är den svenska småstaden och den engelska trädgårdsstaden. Området detaljplanerades efter en arkitekttävling som vanns av Djurgårdsstaden Arkitekter.
Tidigare låg på denna platsen stadens gamla reningsverk som Växjö kommun beslutade sig för att riva och ge plats åt nya bostäder. 
Småskaligt utformade gator med klippta häckar och hus nära gatan, alléträd, små platsbildningar och torg ger området karaktäristiskt trädgårdsstadsutseende. Ett vattendrag är breddat till en damm som tillför området kvalité.
Olika typer av hus och bostäder ger en blandad bebyggelse med olika upplåtelseformer. 